# Flosundholmen
Flosundholmen est une île norvégienne dans le comté de Hordaland. Elle appartient administrativement à Kjerrgarden.

## Géographie
Rocheux et désertique, il s'agit d'un îlot qui s'étend sur environ 50 m de longueur pour une largeur équivalente.